# Laurent et Cie (Saint-Étienne)
Laurent et Cie war ein französischer Hersteller von Automobilen und Nutzfahrzeugen.

## Unternehmensgeschichte
Das Unternehmen aus Saint-Étienne begann 1907 mit der Produktion von Automobilen und Nutzfahrzeugen. Der Markenname lautete Laurent. 1908 endete die Produktion. Es bestand keine Verbindung zu Laurent et Cie aus Vierzon.

## Fahrzeuge
Das Unternehmen stellte hauptsächlich Lastkraftwagen mit Dampfmotoren her. Daneben entstanden auch einige Autos mit Vierzylinder-Benzinmotoren.